# Мале Жереб’ятниково
Мале Жереб’ятниково (рос. Малое Жеребятниково) — присілок в Майнському районі Ульяновської області Російської Федерації.
Населення становить 21 особу. Входить до складу муніципального утворення Анненковське сільське поселення.

## Історія
Від 2004 року входить до складу муніципального утворення Анненковське сільське поселення.

## Населення
| 2010 |
| ---- |
| 21   |